# Euphrosine Beernaert

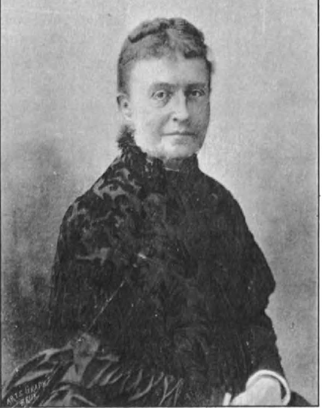
Euphrosine Beernaert

Euphrosine Beernaert (* 11. April 1831 in Ostende; † 7. Juli 1901 in Elsene, Brüssel) war eine belgische Landschaftsmalerin des neunzehnten Jahrhunderts. Sie gilt neben ihrer Zeitgenossin Marie Collart als eine der zwei wichtigsten Malerinnen des Landes. Bilder von ihr sind in die Sammlungen zahlreicher Museen aufgenommen worden, so beispielsweise in Antwerpen, Brüssel, Brügge, Gent, Löwen, Ostende, Namur und Kortrijk.

## Leben und Werk
Euphrosine Beernaert wurde 1831 in Ostende als Tochter französischsprachiger Eltern geboren. Ihre Mutter Euphrosine Royon gehörte als Tochter eines ehemaligen Bürgermeisters einer der angesehensten Familien der Stadt an, ihr Vater war ein Regierungsbeamter und später Generalinspektor in Brüssel. Der spätere Politiker und Friedensnobelpreisträger Auguste Beernaert war ihr Bruder. Die Kinder wuchsen in einer zutiefst christlich-religiösen Atmosphäre auf.
Sie erhielt in jungen Jahren Kunstunterricht durch ihre Mutter und bildete sich autodidaktisch durch Kopieren niederländischer und deutscher Landschaftsgemälde weiter. In Brüssel, wohin ihr Vater 1849 versetzt wurde, war sie die Schülerin von Edmond de Schampheleer, Théodore Fourmois und Peter Ludwig Kühnen. Gemeinsam mit ihrem Bruder unternahm sie mehrere Reisen durch Frankreich, Deutschland und Italien und zeigte ihre Arbeiten 1854 erstmals auf einer Ausstellung.

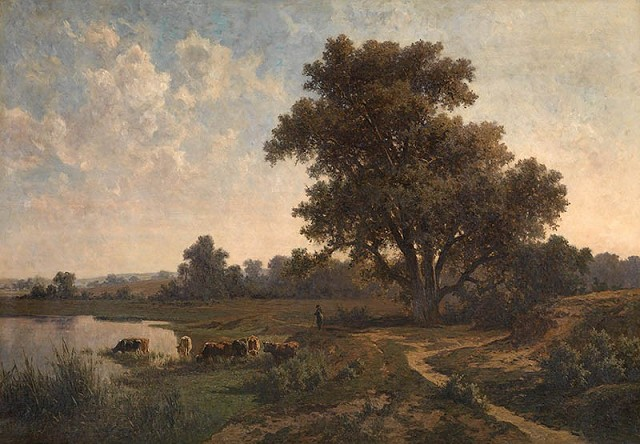
Heide bei Oosterbeek, 1884, Königliches Museum der Schönen Künste, Antwerpen

Beernaert bewegte sich mit ihren Arbeiten, häufig im Freien gemalt, am Übergang zwischen Romantik und zunehmenden Realismus. Sie nahm mit wachsendem Erfolg an vielen Salons und Ausstellungen teil und gab im Zensus von 1966 als Berufsbezeichnung „Malerin“ an. Auf diversen Ausstellungen wurde sie mit Gold- und Silbermedaillen ausgezeichnet, etwa in Le Havre 1867 und 1875 anlässlich der Ausstellung der Schönen Künste in Brüssel. Zweimal wurde sie mit dem Leopoldsorden ausgezeichnet – das Offizierskreuz, die zweite Stufe, erhielt sie als erste Frau überhaupt.
Als Motive wählte Beernaert mit Vorliebe die Landschaften der Ardennen, des Kempenlandes, sowie die Ufer der Maas und Schelde. 1875 lebte sie mit ihrer Mutter zusammen in Elsene in der Region Brüssel und richtete sich ein großes Atelier in der gemeinsamen Wohnung ein. Da ihr Bruder inzwischen Minister geworden war, wird gelegentlich vermutet, dass sie auch von seiner Popularität profitierte, allerdings wurde ihr auch schon Anerkennung für ihre Arbeit zuteil, als ihr Bruder noch nicht so prominent gewesen war.
Beernaert setzte sich auch für weniger erfolgreiche Kunstschaffende ein und initiierte 1881 die Bildung eines Unterstützungsfonds. 1894 wurde sie zur Vizedirektorin der Denkmalschutzkommission in Belgien gewählt.
Euphrosine Beernaert starb 1901 in Elsene.

## Werke in öffentlichen Sammlungen
- Antwerpen, Königliches Museum der Schönen Künste[5]
- Brügge, Groeningemuseum[6]
- Brüssel, Königliche Museen der Schönen Künste[6]
- Dendermonde, Stedelijke Verzameling[6]
- Elsener Museum[6]
- Gent, Museum voor Schone Kunsten[6]
- Ypern, Stedelijk Museum[6]
- Kortrijk, Broelmuseum[6]
- Löwen, Museum van der Kelen-Mertens[6]
- Oostende, Kunstmuseum aan Zee[6]
- Schaarbeek, Stedelijke Verzameling[6]
- Spa, Musée de la Ville d’Eau[6]

## Auszeichnungen
- 1881: Ritterkreuz des Leopoldsorden (Belgischer Verdienstorden)[4][1]
- 1892: Offizierskreuz des Leopoldsorden[1]
- Mitglied der Königlichen Akademie der Schönen Künste in Antwerpen[1]